# Дэвис, Джонни (баскетболист, 2002)
Джонатан Кристиан Дэ́вис (англ. Jonathan Christian Davis; род. 28 февраля 2002 или 27 февраля 2002, Ла-Кросс, Висконсин) — американский профессиональный баскетболист, выступающий за клуб «Уэстчестер Никс» в Джи-Лиге НБА. Был выбран на драфте НБА 2022 года в 1-м раунде под 10-м номером клубом «Вашингтон Уизардс». Играет на позиции атакующего защитника и лёгкого форварда.

## Карьера в колледже
2 февраля 2021 года Дэвис набрал рекордные для новичка 17 очков и реализовал 6 из 7 бросков с поля в победной встрече против Пенн Стэйт. Выйдя на замену, он набирал в среднем 7 очков и 4,1 подбора за игру, лидирую в команде по количеству перехватов (34). 23 ноября 2021 года в матч против Хьюстон Кугэрз (65—63) Джонни набрал 30 очков. Выступая на втором курсе, Дэвис в среднем набирал 19,7 очка и 8,2 подбора за игру. В сезоне 2022 года он был назван баскетболистом года конференции Big Ten. 31 марта 2022 года Дэвис был заявлен на драфте НБА 2022 года, лишаясь таким образом продолжить право учится в колледже.

## Профессиональная карьера

### Вашингтон Уизардс (2022—2025)
По итогам драфта НБА 2022 года Джонни Дэвис был выбран в 1-м раунде под 10-м общим номером клубом НБА «Вашингтон Уизардс». Он присоединился к составу команды в Летней лиге НБА 2022. В дебютной игре летней лиге Дэвис набрал шесть очков в проигранном матче против Детройт Пистонс.
6 февраля 2025 года Дэвис был обменён в «Мемфис Гриззлис» вместе с товарищем по команде Марвином Багли в рамках трехсторонней сделки с участием Маркуса Смарта, но 21 февраля был отчислен, так и не появившись в игре за «Гриззлис».

### Уэстчестер Никс (2025—настоящее время)
1 марта 2025 года Дэвис подписал контракт с командой «Уэстчестер Никс» из Джи-Лиги НБА.

## Статистика

### Статистика в НБА
| Сезон                                                                                    | Команда   | Регулярный сезон | Регулярный сезон | Регулярный сезон | Регулярный сезон | Регулярный сезон | Регулярный сезон | Регулярный сезон | Регулярный сезон | Регулярный сезон | Регулярный сезон | Регулярный сезон | Серия плей-офф | Серия плей-офф | Серия плей-офф | Серия плей-офф | Серия плей-офф | Серия плей-офф | Серия плей-офф | Серия плей-офф | Серия плей-офф | Серия плей-офф | Серия плей-офф |
| Сезон                                                                                    | Команда   | GP               | GS               | MPG              | FG%              | 3P%              | FT%              | RPG              | APG              | SPG              | BPG              | PPG              | GP             | GS             | MPG            | FG%            | 3P%            | FT%            | RPG            | APG            | SPG            | BPG            | PPG            |
| ---------------------------------------------------------------------------------------- | --------- | ---------------- | ---------------- | ---------------- | ---------------- | ---------------- | ---------------- | ---------------- | ---------------- | ---------------- | ---------------- | ---------------- | -------------- | -------------- | -------------- | -------------- | -------------- | -------------- | -------------- | -------------- | -------------- | -------------- | -------------- |
| 2022/23                                                                                  | Вашингтон | 28               | 5                | 15,1             | 38,6             | 24,3             | 51,9             | 2,3              | 1,0              | 0,4              | 0,3              | 5,8              | Не участвовал  | Не участвовал  | Не участвовал  | Не участвовал  | Не участвовал  | Не участвовал  | Не участвовал  | Не участвовал  | Не участвовал  | Не участвовал  | Не участвовал  |
| 2023/24                                                                                  | Вашингтон | 50               | 6                | 12,3             | 40,3             | 35,0             | 58,3             | 1,4              | 0,6              | 0,4              | 0,2              | 3,0              | Не участвовал  | Не участвовал  | Не участвовал  | Не участвовал  | Не участвовал  | Не участвовал  | Не участвовал  | Не участвовал  | Не участвовал  | Не участвовал  | Не участвовал  |
| 2024/25                                                                                  | Вашингтон | 34               | 0                | 7,1              | 41,0             | 24,1             | 60,0             | 1,1              | 0,3              | 0,4              | 0,2              | 2,4              | Не участвовал  | Не участвовал  | Не участвовал  | Не участвовал  | Не участвовал  | Не участвовал  | Не участвовал  | Не участвовал  | Не участвовал  | Не участвовал  | Не участвовал  |
|                                                                                          | Всего     | 112              | 11               | 11,4             | 39,7             | 27,3             | 56,1             | 1,6              | 0,6              | 0,4              | 0,2              | 3,5              | Не участвовал  | Не участвовал  | Не участвовал  | Не участвовал  | Не участвовал  | Не участвовал  | Не участвовал  | Не участвовал  | Не участвовал  | Не участвовал  | Не участвовал  |
| Наведите курсор мыши на аббревиатуры в заголовке таблицы, чтобы прочесть их расшифровку. |           |                  |                  |                  |                  |                  |                  |                  |                  |                  |                  |                  |                |                |                |                |                |                |                |                |                |                |                |

### Статистика в Джи-Лиге
| Сезон                                                                                    | Команда              | Регулярный сезон | Регулярный сезон | Регулярный сезон | Регулярный сезон | Регулярный сезон | Регулярный сезон | Регулярный сезон | Регулярный сезон | Регулярный сезон | Регулярный сезон | Регулярный сезон | Серия плей-офф | Серия плей-офф | Серия плей-офф | Серия плей-офф | Серия плей-офф | Серия плей-офф | Серия плей-офф | Серия плей-офф | Серия плей-офф | Серия плей-офф | Серия плей-офф |
| Сезон                                                                                    | Команда              | GP               | GS               | MPG              | FG%              | 3P%              | FT%              | RPG              | APG              | SPG              | BPG              | PPG              | GP             | GS             | MPG            | FG%            | 3P%            | FT%            | RPG            | APG            | SPG            | BPG            | PPG            |
| ---------------------------------------------------------------------------------------- | -------------------- | ---------------- | ---------------- | ---------------- | ---------------- | ---------------- | ---------------- | ---------------- | ---------------- | ---------------- | ---------------- | ---------------- | -------------- | -------------- | -------------- | -------------- | -------------- | -------------- | -------------- | -------------- | -------------- | -------------- | -------------- |
| 2022/23                                                                                  | Кэпитал-Сити Гоу-Гоу | 32               | 24               | 26,8             | 40,6             | 32,8             | 79,5             | 3,8              | 1,7              | 1,1              | 0,5              | 12,1             | Не участвовал  | Не участвовал  | Не участвовал  | Не участвовал  | Не участвовал  | Не участвовал  | Не участвовал  | Не участвовал  | Не участвовал  | Не участвовал  | Не участвовал  |
| 2023/24                                                                                  | Кэпитал-Сити Гоу-Гоу | 6                | 5                | 27,8             | 36,1             | 21,1             | 66,7             | 3,8              | 2,2              | 2,0              | 0,5              | 8,5              | Не участвовал  | Не участвовал  | Не участвовал  | Не участвовал  | Не участвовал  | Не участвовал  | Не участвовал  | Не участвовал  | Не участвовал  | Не участвовал  | Не участвовал  |
| 2024/25                                                                                  | Кэпитал-Сити Гоу-Гоу | 1                | 1                | 28,3             | 66,7             | 100,0            | 100,0            | 2,0              | 1,0              | 0,0              | 0,0              | 16,0             | Не участвовал  | Не участвовал  | Не участвовал  | Не участвовал  | Не участвовал  | Не участвовал  | Не участвовал  | Не участвовал  | Не участвовал  | Не участвовал  | Не участвовал  |
| 2024/25                                                                                  | Уэстчестер Никс      | 8                | 5                | 31,3             | 45,6             | 32,4             | 63,6             | 4,6              | 2,3              | 1,1              | 1,3              | 13,1             | 1              | 1              | 33,9           | 41,7           | 50,0           | 66,7           | 7,0            | 2,0            | 2,0            | 0,0            | 16,0           |
|                                                                                          | Всего                | 47               | 35               | 27,7             | 41,3             | 32,2             | 76,3             | 3,9              | 1,8              | 1,2              | 0,6              | 11,9             | 1              | 1              | 33,9           | 41,7           | 50,0           | 66,7           | 7,0            | 2,0            | 2,0            | 0,0            | 16,0           |
| Наведите курсор мыши на аббревиатуры в заголовке таблицы, чтобы прочесть их расшифровку. |                      |                  |                  |                  |                  |                  |                  |                  |                  |                  |                  |                  |                |                |                |                |                |                |                |                |                |                |                |

### Статистика в NCAA
| Сезон | Команда   | Conf    | Class | GP | GS | MPG  | FG%  | 3P%  | FT%  | RPG | APG | SPG | BPG | PPG  |
| --- | --------- | ------- | ----- | -- | -- | ---- | ---- | ---- | ---- | --- | --- | --- | --- | ---- |
| 2020/21 | Висконсин | Big Ten | FR    | 31 | 0  | 24,3 | 44,1 | 38,9 | 72,7 | 4,1 | 1,1 | 1,1 | 0,6 | 7,0  |
| 2021/22 | Висконсин | Big Ten | SO    | 31 | 31 | 34,2 | 42,7 | 30,6 | 79,1 | 8,2 | 2,1 | 1,2 | 0,7 | 19,7 |
| Всего | Всего     | Всего   | Всего | 62 | 31 | 29,2 | 43,1 | 32,5 | 77,9 | 6,2 | 1,6 | 1,1 | 0,7 | 13,4 |
| Наведите курсор мыши на аббревиатуры в заголовке таблицы, чтобы прочесть их расшифровку Статистика приведена с сайта sports-reference.com |           |         |       |    |    |      |      |      |      |     |     |     |     |      |